# Daniel Tosi
Daniel Tosi (Perpinyà, 11 de juliol del 1953) és un compositor i director d'orquestra nord-català.

## Biografia
Després de començar estudis al conservatori de Tolosa de Llenguadoc, estudià al Conservatori Superior de Música de París, on obtingué sis primers premis; i al mateix temps estudià a la Sorbona, on acabà doctorant-se en Lletres amb una tesi sobre la música espanyola contemporània. Continuà la seva preparació amb Ivo Malec (composició), Pierre Schaeffer i Guy Reibel (composició electro-acústica), i amb Jacques Mercier i Pierre Stoll (direcció orquestral). En el període 1983-1985 va estar a la Villa Médicis, pensionat pel Prix de Rome, i el 1986 el Ministeri d'Afers Exteriors l'atorgà el premi Villa Médicis Hors les Murs que el permetia de realitzar una obra a l'estranger, que va fer a Barcelona.
Ocupà el càrrec d'Inspector de Música al Ministeri (1982), fins que en dimití per poder dedicar-se exclusivament a la composició, la direcció d'orquestra i a l'ensenyament. Al febrer del 1983 fundà l'orquestra de Llenguadoc Rosselló, i la dirigí fins al 2001; el 1996 havia estat cofundador de l'Orquestra Simfonica Empordá Llenguadoc Rosselló, que aplega músics de l'Orquestra de Cambra de l'Empordà i l'Orquestra del Llenguadoc Rosselló. Cinc anys més tard creà juntament amb Jean Lenert una orquestra de cambra, la Camerata de France, que dirigí els anys següents. Tosi fundà també Aujourd'hui Musiques, un festival de creació sonora que es va fer del 1992 endavant, i va ser nomenat director artístic del CAMPLER (Centre Art Musique Perpignan Languedoc Roussillon). Fundà el "Concurs Internacional de Joves Intèrprets" de Canet de Rosselló i n'és director artístic permanent. Des de l'any 1989 i fins a l'actualitat (2009) dirigeix el Conservatori de Música de Perpinyà, una institució que acull 1.300 estudiants i amb una gran influència territorial. Entre els seus molts alumnes ha tingut els seus fills Diego i Thimothée, i la cantant Beatrice Mayo Felip
Des del 1990, Tosi ha dirigit orquestres com l'Orquestra Simfònica de les Balears, la Simfonietta de la Porta Ferrada, l'orquestra de la RAI de Roma, l'Orquestra Regional de la Bretanya, les de Girona, Torí, Caen, Esmirna, Adana i Ankara, els Solistes d'Europe, TM+ de París... En tant que compositor, a banda de les obres de cambra i simfòniques que s'han estrenat als festivals de música contemporània de Roma, Estrasburg, Torí, Milà, Bourges, La Rochelle, Metz, Caen i altres ciutats, també té una important obra de caràcter pedagògic, amb òperes i contes per a infants. Ha publicat textos de crítica musical.
Diego Tosi (Le Blanc-Mesnil, 14 de juliol del 1981), un violinista d'anomenada i Timothée Tosi, violoncel·lista són fills seus.

## Obres
- Adilia (1999), per a piano
- Alter Ego (1980), per a orquestra
- Aplec (1994), per a conjunt instrumental
- As you like it (1991), per a instruments antics, composta per encàrrec per a l'obra de teatre de William Shakespeare
- Astrid'002 (Surimpression IV) (1987), per a flauta de bec amb cinta magnètica opcional
- L'Aube de Sang et d'Or, sardana per a trompeta i orquestra, enregistrada al disc compacte Chants et danses de la terre (Cànoes: Octave productions)
- El casament tremblant (1977), comèdia burlesca per a nou tenors amb textos d'Albert Saisset
- Charlie 2000 (1999), per a cor infantil, cinc percussionistes, cinc altres instruments i piano, per acompanyar la projecció de tres pel·lícules de Charlie Chaplin
- Le cirque a Martin (1996), per a cor infantil, 12 percussionistes i recitador
- Comme il vous plaira (1995), per a conjunt instrumental
- Coquille amplifiée (1993), per a cors, orquestra i recitador
- Dedillo (1985), per a guitarra
- Duo d'amour (2008), per a veu, cors i orquestra, en homenatge a Puccini
- Eaux Froides et Glacées (1990), per a quintet de metall
- Es Ser [El secret] (1987), per a cor de 12 veus mixtes, basat en la novel·la de J.M.G. Le Clezio (Ressenya Arxivat 2007-11-01 a Wayback Machine.)
- L'étoile de mon Dali (2007), música per a l'escena
- Flammes synthétiques (2000), per a violí, enregistrada per Diego Tosi en el DC Sequenza (Sigean: Solstice, 2005 ref SOCD 225)
- Horizons Chimériques (2008), per a viola de roda i orquestra, enregistrat per Dominique Regef (viola) i la Camerata de França en el DC del mateix títol (Sigean: Solstice, 2008 ref SOCD255)
- Jungle style (1987), per a sis percussionistes
- Le livre des progressions (2006), per a cor infantil i conjunt instrumental (Ressenya Arxivat 2007-11-01 a Wayback Machine.)
- Le long des golfes verts (1991), per a violí i piano
- Mandagu ? (1998), peça pedagògica per a dos clarinets en Sib
- Música per la pel·lícula Le mas des Oubells (1992) d'André Abet, basada en la novel·la homònima de Ludovic Massé
- Mémoires 12 On.Off (Surimpression VII A) (1986), per a fagot i banda magnètica
- Memory select (Surimpression VII B) (1988), per a trombó i banda magnètica
- Messidor (1988), tragèdia lírica per a sis cantants, cors adults i infantils, cobla i gran orquestra
- Messidor (1989), sardana per a orquestra, enregistrada per la Principal de la Bisbal en el DC Musiques Catalanes d'aujourd'hui (Gentilly: Silex Productions, 1993 ref Silex Y225013)
- Messidor 89, per a orquestra, enregistrada per la Principal de la Bisbal a Musiques Catalanes d'aujourd'hui
- Multimede I (1980), per a vuit instruments
- Multipliphony. Flûte. N° 1 (1990), per a flauta
- Multitude quartet (1986), per a clarinet, vibràfon i percussió
- Multitude 2 (1984), per a flauta, saxòfon, vibràfon i 2 percussions
- Multitude 3 (1984), per a flauta, saxòfon i piano o vibràfon
- Mundial concerto (1995), per a trompeta i piano o cordes i percussió o tuba i piano (1997)
- Orfeu o el crani d'Eurídice (1992), òpera rock per a veu, piano, guitarra elèctrica i saxòfon
- Otto ti bou (1994), per a tres recitadors i banda magnètica, enregistrat al DC Le sixte livre dit électroacoustique de François Rabelais: Chrysopée électronique, Bourges (Harmonia Mundi)
- Pausilippe et mer d'Italie (1996), per a banda
- Per tu Sant Andreu (1992)
- Le pére Noel des golfes verts (1991), per a cor d'infants i piano o cobla
- Phonic Design, per a orquestra, enregistrat en el DC Attacca (Paris: Skarbo, 1992 ref SK3923) (Comentari)
- Phonic Design A+B (1987), per a dues orquestres
- Phonic Design (1987), per a piano i violí
- Phonic Design 2 (1996), per a flauta i marimba, enregistrat per Annie Ploquin-Rignol, flauta i François-Michel Rignol, piano en el DC L'Air du Large (Motus, 1998)
- Phonic Design 3 (1990), per a marimba i flauta
- Phonic Design 4 (1991), per a violí i marimba
- Plastiques Faber (1979), per a quartet de flautes de bec
- Plein ciel (1988), per a cobla i gran orquestra, premi "Villa Medicis hors les murs" 1986
- Preambule (1996), per a baríton i piano
- Prova 5 (1985), per a corn, violoncel, piano, violí i clarinet)
- Prova 6 (1987), per a piano, flauta, clarinet, violí, violoncel i corn
- Prova 7 (1985), per a veu, clarinet, violí, violoncel, corn, flauta i piano
- Prova 8 (1991), per a conjunt instrumental i 3 sintetitzadors
- Prova 9 (1982), per a 3 orgues electronics, cor, flauta, ondes Martenot, violí, clarinet, veu (soprano), violoncel, enregistrada per la Viellistic orchestra en el DC Tsé-tsé symphonie (Latresne: Centre aquitain de recherche sur les musiques acoustiques, 1997)
- Qué serà Sarah (1979), sobre un text de Marguerite Duras, amb versions per a pianista recitant i banda magnètica, i per a piano, enregistrada per Jean Pierre Dupuy en el DC Le Piano Diversiforme (Barcelona: Ars Harmonica, 2008 ref AH189)
- Les Rois de Majorque (1994), suite simfònica per a orquestra
- Le Rossignol (d'auprès Andersen) (1992), conte musical en tres actes amb actors, cors infantils, ballarins, orquestra i banda magnètica
- Scordatura 14 (1982), per a orquestra de cambra
- Sept dedales vermeils (1986), per a piano o vibràfon, flauta, clarinet
- Si is Different (Surimpression III) (1981), per a guitarra i violí
- Si ma prison brulait (1993), per a recitador i banda magnètica
- Siegfried's song (1994), per a corn i piano
- Le singe est mort (1994), per a quartet de cora o per onze instrument de corda
- Suite catalana (2006), versions per a orquestra de cambra i per a orquestra simfònica (conté Alba de sang, Intermezzo 1, Ceptre romput, Intermezzo 2 i Espasa de discordia)
- Surimpression II (1981), per a trompeta i 2 sintetitzadors
- Surimpression III (1981), per a saxòfon i dispositius electrònics amb banda magnètica
- Surimpression V (1986), per a guitarra i flauta de bec
- Surimpression IX (1987), per a contrabaix i cinta magnètica
- Synthi-Music (1980), per a orquestra
- Synthi-Music 2 (1995), per a conjunt de 7 instruments
- Tin-Tal (1978), per a cinc instruments i veu
- Toi mon frere (1991), per a cor infantil i orquestra
- Le tombeau de Jacinthe (1990), per a guitarra, guitarra elèctrica i veu
- Tsé-tsé chiffonie (1995), per a orquestra
- Une nuit de Chine (1991), per a cor d'infants i orquestra simfònica
- Vague monolithique complexée... (2002), per a quartet
- Vives, noires, mi-teintes (1992), per a banda magnètica
- Zouksassi (1992), peça pedagògica per a cor infantil i petit conjunt instrumental
- Cançons amb lletra de Jordi Barre per al disc Els Reis de Mallorca: Un alba de sang, Dansa de cort núm. 2, La campana sona, Fuig de l'espasa, Dansa popular "L'espasa de la discòrdia", Fuga del ceptre, Dansa del rei, Cançó del bressol, Tresor perdut, Dansa popular "La nit dels reis"

## Enregistraments
- Disc compacte Salvador Pueyo Simfonia barroca (Barcelona: PDI, 1990 ref. PDI G-80.2329), conté la Simfonia barroca en gravació de la Camerata de France dirigida per Daniel Tosi
- DC Oeuvres pour percussions de Daniel Tosi, per Jean Geoffroy i Franck Della Valle (Paris: Skarbo, 1993)